# Ulises Blanch
Ulises Blanch (Orlando), 25 maart 1998) is een Amerikaanse tennisser. Tot op heden heeft hij nog geen ATP-toernooien gewonnen.

## Palmares
| Legenda                       | Legenda               |
| ----------------------------- | --------------------- |
| Grand Slam                    |                       |
| Olympische Spelen             |                       |
| tot 2009                      | vanaf 2009            |
| Tennis Masters Cup            | ATP Finals            |
| ATP Masters Series            | ATP Tour Masters 1000 |
| ATP International Series Gold | ATP Tour 500          |
| ATP International Series      | ATP Tour 250          |

### Enkelspel
| Nr.                  | Datum           | Toernooi  | Ondergrond    | Tegenstander in finale | Score         | Details       |
| -------------------- | --------------- | --------- | ------------- | ---------------------- | ------------- | ------------- |
| Gewonnen challengers |                 |           |               |                        |               |               |
| 1.                   | 15 juli 2018    | Perugia   | Gravel        | Gianluigi Quinzi       | 7-5, 6-2      | 7-5, 6-2      |
| 2.                   | 12 januari 2020 | Ann Arbor | Hardcourt (i) | Robert Cid Subervi     | 3-6, 6-4, 6-2 | 3-6, 6-4, 6-2 |

## Resultaten grote toernooien
| Legenda | Legenda                          |
| ------- | -------------------------------- |
| g.t.    | geen toernooi gehouden           |
| l.c.    | lagere categorie                 |
| –       | niet deelgenomen                 |
| G       | uitgeschakeld in de groepsfase   |
| 1R      | uitgeschakeld in de eerste ronde |
| 2R      | uitgeschakeld in de tweede ronde |
| 3R      | uitgeschakeld in de derde ronde  |
| 4R      | uitgeschakeld in de vierde ronde |
| KF      | uitgeschakeld in de kwartfinale  |
| HF      | uitgeschakeld in de halve finale |
| F       | de finale verloren               |
| W       | het toernooi gewonnen            |
| w-v     | winst/verlies-balans             |

### Enkelspel
| grandslamtoernooien  |    |
| Australian Open      | –  |
| Roland Garros        |    |
| Wimbledon            | –  |
| US Open              | 1R |
| statistieken         |    |
| totaal aantal titels | 0  |
| eindejaarsranking    |    |